# Sipeki István
Sipeki István (Eger, 1979. február 17. –) magyar labdarúgó. Jelenleg Ausztriában játszik.

## Korábbi klubjai
- Eger
- Vác
- Videoton
- Bodajk
- Siófok
- Balaton FC
- Diósgyőri VTK
- Panachaiki Patras

## NB1-es pályafutása
- Játszott meccsek: 324
- Gólok: 19

## Sikerei, díjai
Paksi FC
- Ligakupa-döntős: 2010

## Külső hivatkozások
- Sipeki István statisztikája a BOON oldalán
- Sipeki István statisztikája a HLSZ oldalán
- DVTK hivatalos oldal
- Nemzeti Sport profil
- Borsod Online DVTK oldal[halott link]
- Paksi FC hivatalos oldal